# Weła Błagoewa
Weła Błagoewa właśc. Wiktorija Atanasowa Żiwkowa, bułg. Виктория Атанасова Живкова (ur. 29 września 1858 w Wielkim Tyrnowie, zm. 21 lipca 1921 w Sofii) – bułgarska dziennikarka, pisarka, nauczycielka, działaczka feministyczna, żona Dimityra Błagoewa.

## Życiorys
Wiktorija Atanasowa Żiwkowa urodziła się w Wielkim Tyrnowie, jako najmłodsza z pięciorga dzieci kupca Atanasa Żiwkowa i Nedy z d. Spiridonowej. W dzieciństwie straciła ojca, a rodzinę utrzymywali starsi bracia Weły. Ukończyła szkołę dla dziewcząt w Wielkim Tyrnowie, naukę kontynuowała w szkole dla dziewcząt w Gabrowie, którą ukończyła w 1871 i podjęła pracę nauczycielki w Berkowicy. Pracowała także w Stambule i Warnie. W 1874 wspólnie ze swoim bratem Nikołą zaangażowała się w budowę szkoły dla dziewcząt w Warnie i cerkwi, zbierając pieniądze na ten cel. W czasie wojny rosyjsko-tureckiej (1877-1878) służyła jako pielęgniarka w szpitalu wojskowym w Swisztowie. Po zakończeniu wojny zdobyła stypendium i rozpoczęła naukę w prestiżowej szkole dla dziewcząt w Petersburgu, którą ukończyła w 1881. Po powrocie do Bułgarii uczyła w Edirne i w Bitoli. W roku 1884 ukończyła studia pedagogiczne w Petersburgu. W tym czasie poznała studenta Uniwersytetu Petersburskiego Dimityra Błagoewa, którego poślubiła.
W 1884 przeniosła się do Sofii, gdzie pracowała jako nauczycielka w prestiżowej Szkole dla Dziewcząt. Rok później, wspólnie z mężem założyła pierwsze czasopismo socjalistyczne w Bułgarii - Sywremennij pokazateł. Pisała do niego artykuły poświęcone dyskryminacji kobiet w Bułgarii w zakresie dostępu do edukacji i do rynku pracy. W czasie wojny bułgarsko-serbskiej w 1885 po raz kolejny służyła jako pielęgniarka w Sliwnicy i w Pirocie. W latach 1885–1912 uczyła w szkołach w Widyniu, Wielkim Tyrnowie, Starej Zagorze, Płowdiwie, a także w szkole bułgarskiej w rumuńskiej Tulczy. Kolejne zmiany miejsca pracy były konsekwencją zaangażowania Błagoewej w działalność socjalistyczną. Od 1912 z powodów zdrowotnych zrezygnowała z pracy nauczycielki.
W latach 1894–1896 Błagoewa wydawała pismo Deło, który promował utwory literackie bułgarskich socjalistów. W 1896 czasopismo zostało zawieszone decyzją administracyjną. W 1901 Błagoewa, wspólnie z Dimitraną Iwanową, Ekateriną Karawełową, Anną Karimą i Kiną Konową utworzyła Bułgarski Związek Kobiet (Български женски съюз). Dwa lata później doprowadziła do rozłamu w organizacji, opowiadając się za większym zaangażowaniem organizacji w problemy kobiet z niższych warstw społecznych. Swoje poglądy przedstawiała na łamach pisma Damski truda (Дамски труда). W 1905 założyła pierwsze kółko samokształceniowe dla kobiet, w tym samym roku zorganizowała pierwszą konferencję bułgarskich socjalistek w Sofii. W czasie, kiedy jej mąż pozostawał na bezrobociu, to Błagoewa zarabiała na życie pisaniem artykułów do prasy. Zmarła w Sofii w 1921. Jej imieniem nazwano szkołę w Wielkim Tyrnowie.

## Życie prywatne
Weła i Dimityr mieli czworo dzieci: dwóch synów i dwie córki. Jeden z jej synów, Dimityr zginął w czasie I wojny światowej.